# Pachydyptes
Pachydyptes is een geslacht van uitgestorven vogels uit het Laat-Eoceen tot het Vroeg-Oligoceen. Het bevat de enige soort Pachydyptes ponderosus, de Nieuw-Zeelandse reuzenpinguïn. Dit taxon is bekend van enkele beenderen uit rotsen uit het Laat-Eoceen (37 tot 34 miljoen jaar geleden) in de omgeving van Otago, die gevonden werden in twee takken aan de basis van een boom (Ksepka et al., 2006).

## Beschrijving
De evolutiebioloog G.G. Simpson schatte zijn lengte op 140 tot 160 centimeter en zijn gewicht op ongeveer 80 tot mogelijk meer dan 100 kilogram (Stonehouse, 1975). Het was de op één na grootste pinguïn ooit, enkel overtroffen door Anthropornis nordenskjoeldi in hoogte, maar waarschijnlijk niet in gewicht. Dit was te wijten aan de evolutionaire geschiedenis van de clade, waar veel vroege pinguïns meestal groter werden gevonden (Ksepka et al., 2006). Zijn vleugels waren omgevormd tot zwempoten.
G.G. Simpson had ook op basis van de fossiele gegevens beweerd dat Pachydyptes, samen met vele andere vroege pinguïnsoorten, afstamden van vliegende voorouders (Stonehouse, 1975).
Pachydyptes was iets groter dan Icadyptes salasi, de best geïdentificeerde van de reuzenpinguïns.

## Leefwijze
Pachydyptes was een zeedier, dat zich voedde met vis, die onder water werden gevangen.

## Vondsten
Fossielen van dit dier werden gevonden in Nieuw-Zeeland.